# Stadstrafiken i Sundsvall

Hållplats Stenstan är navet i Sundsvalls stadstrafik.

Stadstrafiken i Sundsvall är marknadsföringsnamnet på den lokala busstrafiken i Sundsvall med omnejd. Bussarna körs av Nobina på uppdrag av Din Tur (Kollektivtrafikmyndigheten i Västernorrlands län).
Stomnätet i Sundsvalls Stadstrafik består av 5 linjer med nummerordning 1-5. Utöver detta finns 11 kompletterande linjer som kallas för plusbussar. Ungefär alla bussar i stadstrafiken är elhybrider med låggolv. Trafiken utgörs av 48 bussar varav 14 av dessa är ledbussar (2020). Bussarna är främst av märket Volvo, men även av MAN och BYD.
Förortstrafiken har ett stomnät bestående av 4 linjer (120, 141, 142 ,611) som går till Njurunda, Matfors, Timrå och Tynderö, via Sundsvalls resecentrum. Anslutande linjer till andra landsbygdsbussar finns i Njurundabommen, Kvissleby och Timrå. Bussarna körs av Nobina och Byberg & Nordin på uppdrag av Din Tur och är lågentrebussar av märkena Volvo och VDL. Linje 141 och 142 trafikerar inte Hållplats stenstan utan åker endast till Sundsvalls resecentrum som är linjernas slutstation.

## Historia
Ursprunget till Sundsvalls lokalbusstrafik är kommunala Sundsvalls Spårvägs AB och Spårvägs AB Sundsvall-Skön som under åren 1910-1952 bedrev spårvägs- och busstrafik i staden.

## Linjenät

### Baslinjer
Linje 1-5 är baslinjerna i Sundsvalls stadstrafik.
| Linje | Sträckning                                                                       |
| ----- | -------------------------------------------------------------------------------- |
| 1     | Alnö-Vi - Korsta - Skönsberg - Stenstan - Mittuniversitetet - Granlo - Bergsåker |
| 2     | Birsta - Bosvedjan - Haga - Stenstan - Nacksta                                   |
| 3     | Västra Granloholm - Stenstan - Södermalm - Sidsjö                                |
| 4     | Granloholm - Sjukhuset - Stenstan - Skönsmon - (Bredsand)                        |
| 5     | Gångviken - Birsta - Ljustadalen - Gärde - Stenstan                              |

### Plusbussar
Baslinjerna kompletteras av 11 linjer som kallas för plusbussar (linje 70-85).
| Linje | Sträckning                              |
| ----- | --------------------------------------- |
| 70    | Norra Berget - Bussnavet                |
| 71    | Södra Berget - Bussnavet                |
| 73    | Södra Alnö - Vi - Raholmen - Vi Centrum |
| 74    | Norra Alnö - Vi                         |
| 75    | Södra Alnö - Vi                         |
| 76    | Ljustadalen - Gångviken                 |
| 78    | Timrå - Gångviken                       |
| 80    | Södermalm - Bussnavet                   |
| 81    | Tunadal - Bussnavet                     |
| 84    | Haga - Bussnavet                        |
| 85    | Bosvedjan - Bussnavet                   |

### Förortsbussar
Utöver dessa linjer finns 4 linjer som kallas för förortsbussar (linje 120-142 och 611). 
| Linje | Sträckning                                  |
| ----- | ------------------------------------------- |
| 120   | Njurundabommen - Sundsvall - Timrå/Sörberge |
| 141   | Matfors - Sundsvall                         |
| 142   | Matfors - Viforsen - Sundsvall              |
| 611   | Tynderösundet - Timrå - Sundsvall           |